# Grangemouth
Grangemouth est une ville d'Écosse, ancien burgh du council (secteur) de Falkirk. La ville est située dans la Vallée du Forth, sur les rives du Firth of Forth (estuaire du Forth), à 3 miles (4,8 km) à l'est de Falkirk, à 5 miles (8,0 km) à l'ouest de Bo'ness et 13 miles (20,9 km) au sud-est de Stirling. Grangemouth avait une population résidente de 17 906 selon le recensement de 2001.
La croissance de Grangemouth en tant que ville reposait principalement sur sa situation géographique. À l'origine un port animé, le commerce faisait prospérer la ville avec la construction du canal de Forth et Clyde et Clyde au XVIIIe siècle.
De nos jours, l'économie de Grangemouth est principalement axée sur l'industrie pétrochimique importante de la région qui comprend la raffinerie de pétrole, qui appartient à Ineos, l'une des plus grandes de son genre en Europe.[réf. souhaitée]  La ville est jumelée avec La Porte (Indiana) et Créteil (Île-de-France) dans le cadre de la zone de Falkirk conseil.

## Histoire

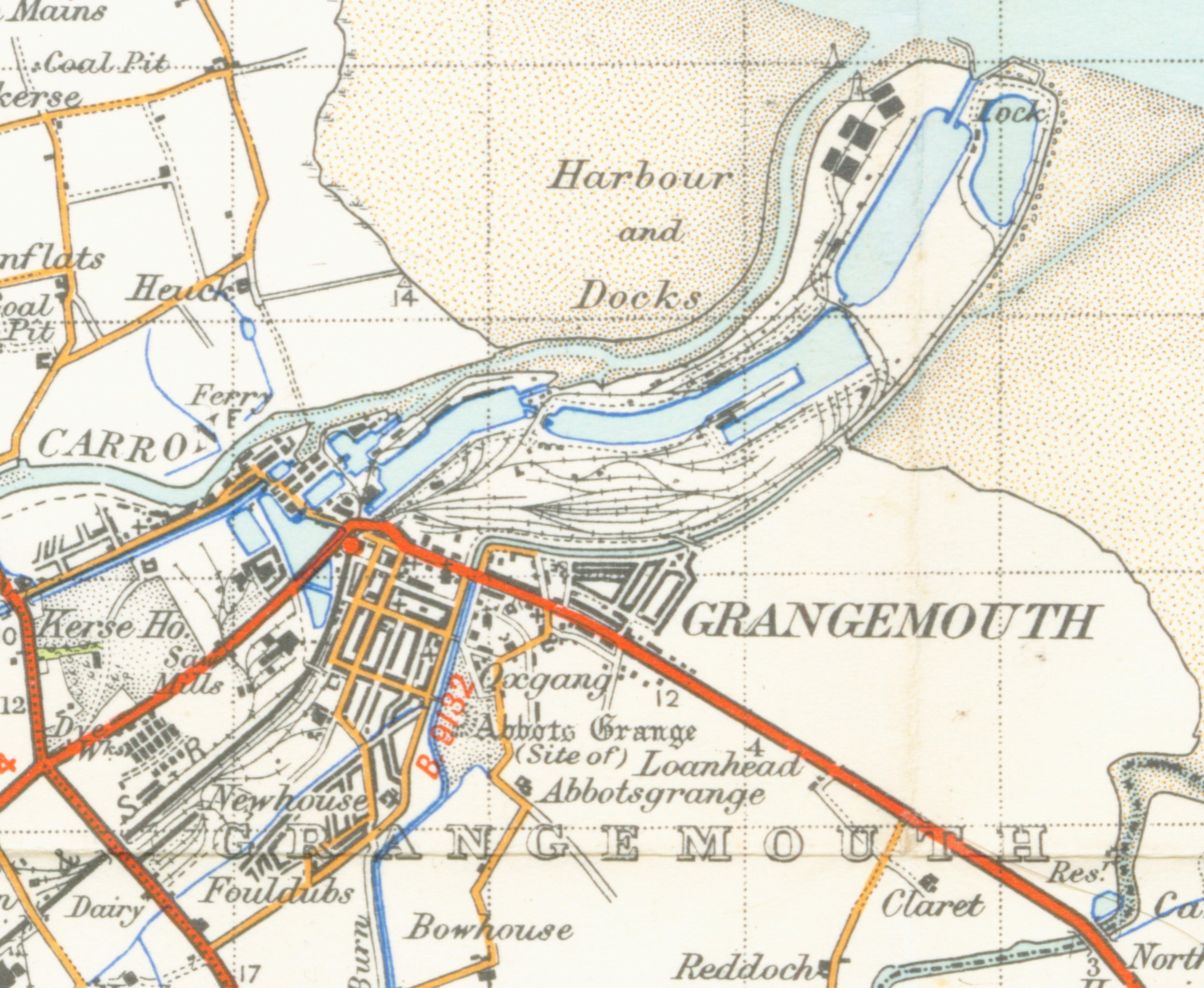
Carte de Grangemouth - Échelle de 1 inch par mile - 1945.

Grangemouth a été fondée par Sir Lawrence Dundas en 1768 lors de la construction du canal de Forth et Clyde (trad. Forth and Clyde Canal). À l'origine, la ville était connue sous le nom de Sealock, qui se réfère au canal Forth and Clyde et où il se jette dans la rivière Forth.
La colonie d'alors a ensuite été rebaptisée Grangeburnmouth et puis finalement à Grangemouth, le nom actuel. Il s'agit d'une référence à sa position  vis-à-vis de l'embouchure de la gravure Grange qui se jette dans la rivière Forth à ce point.
Étant donné que le trafic du canal traversait la ville, le quartier est devenu plus prospère, ce qui a été favorisé par les droits de douane élevés sur le port de Leith qui a causa plus de trafic à passer par Grangemouth.
Le canal rouvert ne passe plus par la partie ancienne de Grangemouth, mais se joint à l'estuaire du fleuve Carron, qui a été renforcé pour permettre l'accès à la rivière Forth pour le trafic du canal. Après le décès de Sir Lawrence (1781), son fils Thomas Dundas chargea l'architecte Henry Holland de re-planifier la ville, il conçut alors l'agencement autour du canal et de son bassin.

## Éducation
Grangemouth dispose de quatre écoles primaires : Bowhouse École primaire, Beancross école primaire, Moray école primaire du Sacré-Cœur et R.C. L'école primaire.
Les anciens trois sont dans le bassin de captation du lycée de Grangemouth et ce  dernier est une école primaire de captation pour un lycée.
Grangemouth High School a été récemment reconstruite avec de nouvelles installations tels qu'une piscine intérieure, un studio de danse, une salle de sport et un terrain de football en plein air. Pendant de nombreuses années Grangemouth avait un système scolaire à trois niveaux - le seul endroit en Écosse. Ce système a pris fin en 1988.

## Géographie
Grangemouth a accès à trois gares de proximité, Haut Falkirk, Falkirk Grahamston et Polmont.

## Culture

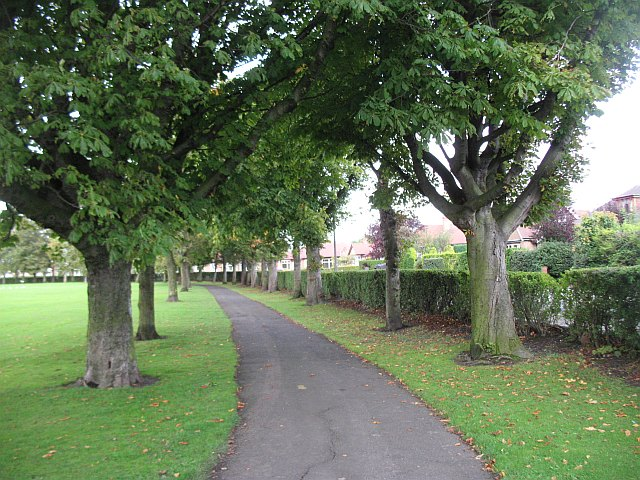
Le parc Zetland.

Grangemouth a un stade de sports aux standards internationaux, ainsi qu'un centre de sports. Le stade de Grangemouth a été construit pour ses citoyens, en partie financé par BP. Le stade a été prolongé pour accueillir 
une piste de course de 150 mètres une salle de physiothérapie, une salle d’haltérophilie. Le stade est employé comme stade national de sports d'intérieur et pour le test de fitness pour les arbitres de football pour Stirlingshire.
Un certain nombre de parcs existent dans la ville, utilisés pour les sports et les activités récréatives. Inchyra Park, qui est situé à proximité du stade, Rannoch Park dans la région Bowhouse qui est situé à l'endroit où le Grange Burn (rivière) se jette dans la ville, et Zetland Park dans le centre. Le club de golf de Grangemouth (Grangemouth Golf Club) est en fait situé dans le village voisin de Polmont.

## Villes jumelées
La ville est jumelée en France Île-de-France, dans le cadre de la zone de Falkirk conseil, et aux États-Unis avec La Porte (Indiana) et Créteil.
- Créteil (France) depuis 1983

- La Porte (Indiana) (États-Unis)

## Personnalités
- Stuart Kennedy, footballeur, y est né en 1953.
- Le groupe Cocteau Twins est originaire de la ville.